# Saint-Molf
Saint-Molf település Franciaországban, Loire-Atlantique megyében. Lakosainak száma 2859 fő (2022. január 1.). Saint-Molf Assérac, Guérande, Herbignac, Mesquer és La Turballe községekkel határos.

## Népesség
A település népessége az elmúlt években az alábbi módon változott:
| Lakosok száma | 690  | 852  | 1154 | 2030 | 2452 | 2499 | 2622 | 2716 | 2805 | 2859 |
|               | 1968 | 1982 | 1990 | 2006 | 2013 | 2015 | 2017 | 2019 | 2020 | 2022 |